# Limnophila egena
Limnophila egena là một loài ruồi trong họ Limoniidae. Chúng phân bố ở miền Australasia.